# Prélude cis-Moll (Rachmaninow)

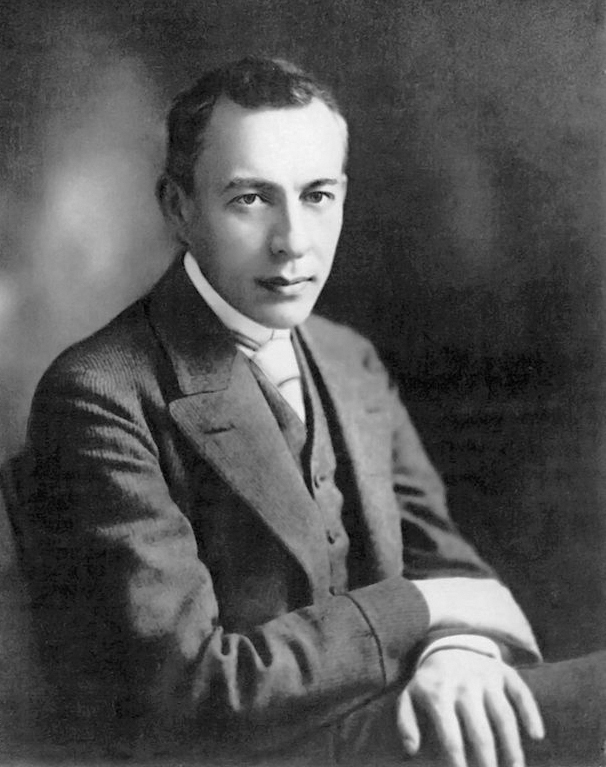
Der junge Rachmaninow

Sergei Rachmaninows cis-Moll-Prélude (Прелюдия) op. 3 Nr. 2 aus den Morceaux de fantaisie ist sein mit Abstand populärstes Klavierstück; an Berühmtheit höchstens vom zweiten Klavierkonzert übertroffen. Trotz virtuoser Passagen ist es dank seiner relativen spieltechnischen Einfachheit – besonders im Vergleich zu einigen anderen Klavierwerken des Komponisten – eines der bekanntesten Werke der Spätromantik.

## Daten zum Werk
Entstanden ist das Werk im Jahr 1892, publiziert wurde es 1893. Der Komponist führte das Stück selbst am 26. Septemberjul. / 8. Oktober 1892greg. bei der Moskauer Elektrotechnischen Ausstellung auf. Der gesamte Zyklus wurde am 27. Dezember 1892 in Charkow uraufgeführt. Die Spieldauer ist von Interpret zu Interpret verschieden, Einspielungen dauern meist zwischen drei und fünf Minuten.
Dieses Stück ist auch als ‚The Bells of Moscow‘ bekannt.

## Entstehungsgeschichte
Das zweite Stück aus dem Zyklus der fünf Fantasiestücke komponierte Rachmaninow fast unmittelbar nach seinem Abschluss mit der großen Goldmedaille am Moskauer Konservatorium, in Armut und Depression. Die Sammlung ist seinem ehemaligen Professor im Fach Harmonielehre, Anton Arenski, gewidmet.

## Analyse
Die musikalische Analyse eines Werkes beruht zu einem großen Teil auf Interpretationen und Deutungen. So ist es nicht verwunderlich, dass viele Interpretationen und musikalische Analysen einander widersprechen. Wo der eine Musikwissenschaftler etwa mehrere Themen sieht, erblickt ein anderer nur die Variation eines Themas.

### Erster Teil
Das Stück ist in drei Hauptteile, A-B-A aufgeteilt und endet mit einer Coda. Es beginnt mit drei wuchtigen Oktaven im fortissimo (ff), welche das gebieterische Pochen eines schicksalsträchtigen Motivs symbolisieren. Manchmal wird behauptet, dass die einfache Melodie mit den Worten „Gebt uns Brot“ untermalt werden könnte, diese Theorie wurde allerdings nie ernst genommen. Gleich am Anfang ist man fasziniert von dem untrüglichen Gespür, mit dem der junge unerfahrene Komponist auf neuartige und originelle Weise Wirkungen erzielt. In den Außenteilen ahmt Rachmaninow virtuos die für russische Musik typischen Glocken (vgl. 2. Klavierkonzert, Die Glocken, erste 8 Takte) nach. Ein melancholisches Lento folgt den Glockenschlägen. Jener Dreitonkeim vom Anfang fungiert als dynamisch isoliertes Motto, welches im Verlauf des Lento-Abschnittes variiert wird. Die größte Schwierigkeit des langsamen Teils besteht darin, über den gesamten Abschnitt einen einzigen riesigen Bogen zu spannen, die Melodie nie abbrechen zu lassen, was nur guten Pianisten makellos gelingt. Am Ende des A-Teils wird die Melodie immer leiser.
Ein weiterer Gesichtspunkt des ersten Teils des cis-Moll-Preludes ist die spezielle Pedaltechnik, die Rachmaninoff verwendet. Es ist zwar dem Pianisten selbst überlassen, auf seine Art zu interpretieren, meistens jedoch wird Rachmaninoffs Technik angewandt, der das nicht bei allen Klavieren vorhandene Sostenuto-Pedal (auch „mittleres Pedal“ genannt) einsetzt, um die meist drei zu einem Grundton gespielten verschiedenen Akkorde nicht zu vermischen.
Auffällig im ersten Teil sind auch die extremen Dynamikbezeichnungen, wo ein ppp (piano pianissimo) keine Seltenheit ist, welches zu Beginn als Kontrast zum fortissimo der ersten 3 Oktaven steht.

### Zweiter Teil
Scheinbar aus dem Nichts heraus, ohne eine Unterbrechung oder Zäsur, und sehr mysteriös beginnt anschließend der B-Teil, dessen einzige Vortragsbezeichnung Agitato lautet. Diese Tempobezeichnung variiert jedoch im Laufe des zweiten Abschnittes sehr stark. Bei diesem Teil handelt es sich um einen virtuosen, erregten Triolenabschnitt, welcher mit einer toccatenartig niederbrechenden Martellato-Kaskade schließt, welche als Finale des sich über den ganzen B-Teil erstreckenden Accelerandos den zweiten Teil beendet.
Dieser Teil endet mit zwei wuchtigen Akkorden im fortissimo, die jeweils durch deren Grundtöne in 4 Oktaven und dreifachem sforzato angekündigt werden (Glockenschläge).

### Dritter Teil

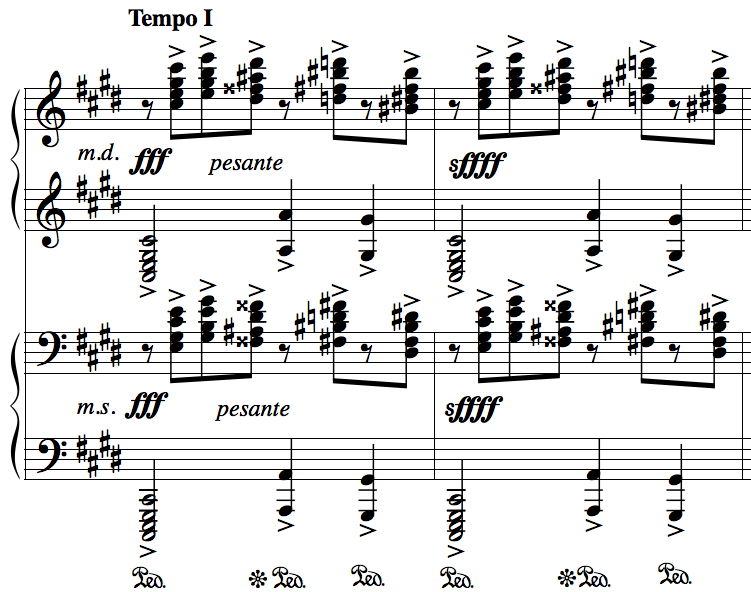
Wiederkehr des Themas in wuchtigen Oktaven und Akkorden

Schließlich kehrt das Anfangsmotiv „a tempo“ zurück, allerdings nicht wie ursprünglich tastend und fragend, sondern pesante, mit ungeheurer Wucht. Hier kommt endgültig die Größe Rachmaninows (auch im rein physischen Sinne) zum Vorschein; auch wird es hier klar, dass Rachmaninow auf die russischen Glocken anspielt. Eine Steigerung bis zu vierfachem sforzato (sffff) sowie eine Verdoppelung beider Handpartien – vier Notensysteme bei durchklingendem Pedal, hier lässt Rachmaninow nichts unversucht, mit dem Klavier gleich einer Naturgewalt über den Zuhörer hereinzubrechen.
Somit ist es eines der wenigen Klavierwerke mit 4 Notensystemen, die außerdem voll ausgekostet werden.
Diese Notationsvariante ist jedoch nur für gekonnte Augen geeignet und unmöglich als Blattleseübung zu versuchen. Zweimal sind sogar 12 Töne eines Akkordes auf einen Schlag notiert, was natürlich nur als Art arpeggio möglich ist.
Nach Abklingen der Akkorde allmählich hin zur beklemmenden Ermattung des Beginns endet das Stück in einer sehr originellen, wiederum an das 2. Klavierkonzert erinnernden Akkordfolge und schließlich in einem wehklagenden cis-Moll-Akkord in der ersten Umkehrung.
Dieser dritte Abschnitt ist die Krönung des über A und B aufgebauten Gesamten.

## Rezeption des Werkes
Während die Moskauer Uraufführung 1892 noch kaum Aufsehen erregte, wurde das cis-Moll-Prélude schon bald zum besonderen Markenzeichen Rachmaninows. Er musste es auf Grund seiner Beliebtheit oft in seine Programme aufnehmen oder auf Verlangen des Publikums, nach legendär gewordenen „cis-Moll“-Rufen wenigstens als Zugabe spielen.
So schrieb Ernest Newman in der Londoner Times 1928: „Er ist einer der sehr wenigen Musiker, der die Queen’s Hall in diesen Tagen füllen kann, aber ob er das bewirkt, weil er einer der besten Pianisten ist, oder weil er das cis-Moll-Prélude geschrieben hat, könnte ich nicht sagen.“
Das cis-Moll-Prélude ist in der Tat zum Schlager und zu dem Prélude von Rachmaninow geworden.

## Trivia
Eine ganz eigenartige Berühmtheit erlangte das ursprüngliche Klavierstück in der Orchesterfassung mit drohenden Beckenschlägen, wie es früher häufig in Stummfilmen gespielt wurde.